# Libertad bajo palabra (libro)
Libertad bajo palabra es un libro de poesía del escritor mexicano Octavio Paz publicado en 1960.

## Reseña
«Libertad bajo palabra». Este libro reúne una gran parte de los poemas escritos por Octavio Paz desde 1935 a 1957. El autor excluye y modifica poemas, hasta la segunda edición de 1968, en un libro-río, al que considera su “verdadero primer libro”.
El título, que nombra escritos previos del propio Paz, hace referencia a la idea que este tiene de su poesía y registra influencias de T. S. Eliot, de Mallarmé, y del surrealismo.
Está dividido en cinco secciones:
- Bajo tu clara sombra
- Calamidades y milagros
- Semillas para un himno
- ¿Águila o sol?
- La estación violenta

La soledad –central en la obra de Paz-, el amor, la muerte, la solidaridad, las contradicciones sociales, son algunos de los temas que recorre en el libro este poeta, una de las figuras más importantes del pensamiento hispánico del siglo XX.
Algunos poemas que incluye este volumen: «La vida sencilla», «las palabras», «el ramo azul» y el gran poema «Piedra de sol».